# Isländische Badmintonmeisterschaft 1976
Die Isländische Badmintonmeisterschaft 1976 fand vom 3. bis zum 4. April 1976 in Akranes und damit erstmals außerhalb von Reykjavík statt. Es war die 28. Auflage der nationalen Titelkämpfe von Island im Badminton.

## Finalresultate
| Disziplin    | Sieger                                      | Finalist                                    | Ergebnis          |
| ------------ | ------------------------------------------- | ------------------------------------------- | ----------------- |
| Herreneinzel | Sigurður Haraldsson                         | Haraldur Kornelíusson                       | 18-15, 15-9       |
| Dameneinzel  | Lovísa Sigurðardóttir                       | Hanna Lára Palsdóttir                       | 11-1, 11-1        |
| Herrendoppel | Jóhann Kjartansson Sigurður Haraldsson      | Sigfús Ægir Árnason Ottó Guðjónsson         | 15-13, 15-8       |
| Damendoppel  | Hanna Lára Palsdóttir Lovísa Sigurðardóttir |                                             |                   |
| Mixed        | Steinar Petersen Lovísa Sigurðardóttir      | Haraldur Kornelíusson Hanna Lára Palsdóttir | 15-8, 9-15, 18-17 |